# Sacrifice (2011)
Sacrifice (2011) foi evento de wrestling profissional em formato de pay-per-view, promovido pela Total Nonstop Action Wrestling, ocorreu no dia 15 de maio de 2011 no Impact! Zone na cidade de Orlando, Florida. Esta foi a sétima edição da cronologia do Sacrifice.

## Antes do evento
Sacrifice teve lutas de wrestling profissional envolvendo diferentes lutadores com rivalidades e storylines pré-determinadas que se desenvolveram no iMPACT! — programa de televisão da Total Nonstop Action Wrestling (TNA). Os lutadores interpretaram um vilão ou um mocinho seguindo uma série de eventos para gerar tensão, culminando em várias lutas.

## Resultados
| #                              | Lutas | Estipulação | Tempo |
| ------------------------------ | --- | --- | ----- |
| 1                              | Mexican America (Hernandez e Anarquia) (com Sarita e Rosita) derrotaram Ink Inc. (Jesse Neal e Shannon Moore) | Tag team match                                                                                                   | 09:39 |
| 2                              | Brian Kendrick derrotou Robbie E (com Cookie)                                                                 | Singles match | 06:41 |
| 3                              | Mickie James (c) derrotou Madison Rayne                                                                       | Singles match pelo TNA Knockouts Championship Se James vencesse Tara estaria liberada de seu contrato com Rayne. | 06:57 |
| 4                              | Kazarian (c) derrotou Max Buck                                                                                | Singles match pelo TNA X Division Championship                                                                   | 11:21 |
| 5                              | Crimson derrotou Abyss                                                                                        | Singles match | 10:43 |
| 6                              | Beer Money, Inc. (Robert Roode e James Storm) (c) derrotaram Matt Hardy e Chris Harris                        | Tag team match pelo TNA World Tag Team Championship                                                              | 13:51 |
| 7                              | Tommy Dreamer derrotou A.J. Styles                                                                            | No Disqualification match                                                                                        | 13:04 |
| 8                              | Kurt Angle e Chyna derrotaram The Jarretts (Jeff Jarrett e Karen Jarrett)                                     | Mixed Tag team match                                                                                             | 10:19 |
| 9                              | Sting (c) derrotou Rob Van Dam                                                                                | Singles match pelo TNA World Heavyweight Championship                                                            | 12:43 |
| (c) - Campeões antes das lutas | | |       |

## Repercussão
Segundo a análise Matt Bishop do SLAM! Sports o evento foi fraco, recebendo uma nota cinco. O retorno de Chyna as lutas foi o destaque, sendo que o evento principal entre Sting e Rob Van Dam pelo TNA World Heavyweight Championship recebeu nota quatro, o combate que atingiu a melhor avaliação foi a disputa pelo TNA X Division Championship entre Kazarian e Max Buck que levou nota sete.